# 大麻西町
大麻西町（おおあさにしまち）とは、北海道江別市の町丁。郵便番号は069-0844。人口は1,307人、世帯数は581世帯（2023年12月1日現在）。丁目の設定のない単独町名である。住居表示は全域で未実施。

## 地理
大麻西町は函館本線の北西側に位置する地域で、町内に道営住宅大麻西町団地などがある。

## 歴史

### 年表
- 1965年（昭和40年）
  - 2月20日 - 「字大麻」の一部が「大麻西町」に町名地番変更[5]。

### 町名の変遷
町名の変遷は以下の通りである。
| 実施後   | 実施年月日    | 実施前（各町名ともその一部） |
| -------- | ------------- | ---------------------------- |
| 大麻西町 | 1965年2月20日 | 字大麻                       |

## 世帯数と人口
2023年（令和5年）12月1日現在の世帯数と人口は以下の通りである。
| 町丁     | 世帯    | 人口    |
| -------- | ------- | ------- |
| 大麻西町 | 581世帯 | 1,307人 |
| 計       | 581世帯 | 1,307人 |

### 人口の変遷
国勢調査による人口の推移。
| 1995年（平成7年）  | 1,584人 | [ 6 ]  |  |
| 2000年（平成12年） | 1,153人 | [ 7 ]  |  |
| 2005年（平成17年） | 1,276人 | [ 8 ]  |  |
| 2010年（平成22年） | 1,168人 | [ 9 ]  |  |
| 2015年（平成27年） | 1,340人 | [ 10 ] |  |
| 2020年（令和2年）  | 1,347人 | [ 11 ] |  |

### 世帯数の変遷
国勢調査による世帯数の推移。
| 1995年（平成7年）  | 543世帯 | [ 6 ]  |  |
| 2000年（平成12年） | 432世帯 | [ 7 ]  |  |
| 2005年（平成17年） | 501世帯 | [ 8 ]  |  |
| 2010年（平成22年） | 467世帯 | [ 9 ]  |  |
| 2015年（平成27年） | 543世帯 | [ 10 ] |  |
| 2020年（令和2年）  | 544世帯 | [ 11 ] |  |

## 小・中学校の通学区
小・中学校の通学区は以下の通り。
| 町丁     | 字・番地 | 小学校       | 中学校     |
| -------- | -------- | ------------ | ---------- |
| 大麻西町 | 全域     | 大麻西小学校 | 大麻中学校 |

## 施設

### 公園
- にしまち公園（大麻西町29,2-2）[13]
- わんわん公園（大麻西町14-30）[13]

### 医療・福祉
- 認定こども園大麻まんまるこども園（大麻西町15）[14]

### 住宅
- 道営住宅大麻西町団地（大麻西町1,2）[15]

## 交通

### 鉄道
- 鉄道駅は町内には存在しない。最寄り駅は函館本線の森林公園駅[16]。
  - 北海道旅客鉄道
    - ■函館本線

### バス
- 町内にバス路線は存在しない[17]。

### 道路
- 一般国道
  - 町内に一般国道は存在しない[18]。

- 一般道道
  - 町内に一般道道は存在しない[18]。

- 都市計画道路
  - 町内に都市計画道路は存在しない[18][19]。